# Sawiołowskaja (stacja metra linii Bolszej Kolcewej)
Sawiołowskaja (ros. Савёловская) – stacja linii Bolszej Kolcewej metra moskiewskiego, znajdująca się na granicy północnego i północno-wschodniego okręgu administracyjnego Moskwy na styku rejonów Sawiołowskiego i Butyrskiego. Otwarcie miało miejsce 30 grudnia 2018 roku.
Stacja typu pylonowego z peronem wyspowym położona jest na głębokości 63 metrów. Charakterystycznym elementem architektury przystanku jest wyeksponowanie elementów konstrukcyjnych tuneli na ścianach zatorowych i pylonach. Stacja umożliwia przesiadkę na stację o tej samej nazwie linii Sierpuchowsko-Timiriaziewskiej.